# 실학
실학(實學)은 17세기 후반에서 19세기 전반에 걸쳐 대두된 일련의 현실개혁적 조선 유학의 학풍을 말한다. 한편 실학에 반해 기존의 유학을 “성명의리지학”이라고도 부른다.

## 조선시대 실학의 특징
중국에서 실학으로써 학풍이 세워진 것은 명나라 말기 서구 과학의 전래와 청나라 초기의 고증학풍이 일어나 학문으로서의 체계를 세웠다. 청조 고증학파 실학은 한족이 만주에서 일어난 청에 정복된 민족 문화 운동 또는 경전 재정리로 청조 타파와 한족 국가의 재흥을 기도한 민족적 사상과도 합류된다고 볼 수 있다.
청조의 실학파 학자들이 경서 고증에 치중한데 대하여 한국 실학파 학자들은 정치·경제·종교 및 문화 등의 제반 제도를 개선하여 임진왜란·병자호란으로 인한 절박한 민생 문제와 사회 문제를 해결하자는 데 치중하였다. 즉 한국의 실학은 서구 과학과 청의 농법·농제를 토대로 하는 경세의 학문을 주로 뜻하는 것이라 볼 수 있다.
실학은 종래의 공리공담이 주로 된 도학과 주자학의 관념적 세계에서 벗어나 실제의 세계에서 온갖 민생문제와 사회문제를 참다운 이상과 방법으로서 해결하여 다 같이 행복한 생활을 하자는 데 그 뜻이 있으며 이것이 한국 실학의 특징인 동시에 이상이었다.
임진왜란을 전후한 우리 국내 사정은 지주(地主) 및 관료층의 착취와 이전부터 상공기술(商工技術)에 대한 천대에 겹쳐 조선 후기 전정(田政)·군정(軍政)·환곡(還穀)의 3정(三政) 문란은 부패한 사회의 개량을 더욱 촉진케 하여 새로운 생활 타개를 위한 구국구폐운동(救國救弊運動)이 개별적 혹은 체계적인 개혁방안과 사회정책으로 나타나기 시작하였다. 임진왜란·병자호란의 두 난이 있은 뒤 국민들의 곤란한 생활의 타개책으로 관리가 되기 위하여 노력하며, 권리의 유지책으로 드디어는 당쟁을 이용하게 됨에 따라 당쟁의 격심으로 정계에서 물러난 학자들은 임야(林野)에 들어가 역사와 정치·경제 문제를 연구하였으며 국가 재건을 위한 구체적인 방안의 사회적인 요구가 절실한데서 비로소 실학사상이 움트기 시작하였던 것이다. 더욱이 임진왜란·병자호란의 치명적 타격은 비판 정신을 길러 사회생활과 정치의 지도이념으로 되어온 주자학에 대한 비판을 하게 되었고, 지행합일주의(知行合一主義)를 주장하였다.
주자학에 대립되는 양명학(陽明學)의 전래에다 청조의 고증학이 영·정조(英·正祖) 때에 하나의 새로운 학풍을 이루어 수신제가(修身齊家)와 치국(治國)의 이상을 올바르게 하기 위하여 현실적으로 절실하게 요구되는 정치를 실현하려는 일종의 혁신운동이 그들 사이에 일어났다.
실학파의 비조(鼻祖)는 반계 유형원(磻溪 柳馨遠)인데, 그를 계승한 성호 이익(星湖 李瀷)과 더불어 실학의 앞길을 닦아 놓았다. 유형원의 《반계수록》과 이익의 《성호사설》은 현실적인 문제들, 즉 정치의 길(道)·지방제도·경제·과거제도·학제(學制)·병제(兵制)·관제 등을 날카롭게 비판하고, 그들의 장래에 대한 이상과 구상을 논한 책이다. 이리하여 실학의 계통을 밟은 학자들이 잇달아 나타났으니, 앞에 말한 유형원의 《반계수록》, 이익의 《성호사설》 외에 정약용(丁若鏞)도 《목민심서》,《경세유표》를 지어 현실의 개혁을 부르짖었다.
한편 한국에서 실사구시의 학풍 장려를 가장 먼저 주장한 사람은 양득중(梁得中)이다. 그는 1729년(영조 5)에 실사구시의 학이 이상적이며 실제적인 학문임을 왕에게 아뢰어 왕도 ‘실사구시’란 4자를 써서 실내의 벽상에 걸어 놓고 양득중으로 하여금 진강하게 하였다 한다.

## 전개
서세동점(西勢東漸)에 따라 서학(西學)의 중국 유입, 즉 1601년 중국에서 선교사들이 북경 개교(開敎)와 함께 포교를 위한 방법으로 《천주실의》 등의 천주교 교리서와 《기하원본》 등 서구 과학서를 번역하여 전포했으며, 천리경·자명종·지구의·천구의·곤여만국전도·서양포(西洋布)·유리제품 등 중국민의 취미에 맞는 서양 기물을 만들어 중국인의 마음을 사는 데 사용하였다. 이런 것들은 해마다 북경에 내왕하는 한국의 사절들이 호기심을 가져 드디어 한국에도 들어오기 시작하여 서학이 천주교와 서구 과학을 겸한 두 방면으로 발전하였다. 이는 선조 때에 이수광(李睟光)이 한국에도 소개하였으며, 같은 시대의 대사상가 허균(許筠)과 인조 말기의 소현세자 등이 발전시키기 시작하였다. 서학의 종교는 숙종 때의 이익에게서 크게 이해되어 마침내 그 문하에서 홍유한(洪有漢)·이벽(李蘗)·이승훈(李承勳)·권일신(權日身)·정약종(丁若鍾) 등의 천주교 실천자가 배출됨으로써 서학이 종교로서 발전을 거듭하였다.
또한 인조 때의 김육(金堉)·정두원(鄭斗源)·이영준(李榮俊) 등이 학습을 시작한 서학의 과학면은 이익에 이르러 크게 발전되어 그의 문하에서 홍대용(洪大容)·신경준(申景濬)·정약용·최한기(崔漢綺)·김정호(金正浩) 등의 서구 과학의 실제 응용자를 얻음으로써 서학이 과학으로서의 발전은 더욱 활발하게 되었다. 이리하여 그들 사이에 새로운 인생관과 세계관이 수립되었고 다급한 민생 문제의 해결을 위한 새로운 방안과 노력이 생기게 되었으니 서학은 한국 사상 발생의 일대 요인이 되는 것은 물론 실학 내용의 절반을 형성했다고 볼 수 있다.
게다가 한국에 실학사상이 발생되던 명말청초(明末淸初)의 중국 문화는 한인(漢人)의 한문화 재건으로부터 오는 고증학적 학풍과 서구 과학의 섭취로써 얻은 이용후생(利用厚生)의 경제 정책 또는 산업 정책을 내용으로 하는 것인데 소위 북학파(北學派)로 알려져 있는 홍대용·박지원(朴趾源)·박제가(朴齊家) 등의 신진학자들이 수입하여 발전시켰다. 이들은 중국의 문물제도를 배워 그대로 사용하자는 것으로 한국 실학 성립의 한 초석이 되었던 것이다. 이리하여 한국에도 서학(西學)을 한국보다 더 실제 생활에 이용해 본 중국 문화의 전래 등으로 인해 완전히 실학사상이 대두하여 명실 공히 이용후생의 학문으로서 나타났다.

## 실학파
실학파(實學派)는 조선 중기에 등장했다. 그들은 헛된 이론이 아닌 사실을 추구하여 실생활에 이용할 수 있는 실학을 주장하였다. 여기서 헛된 이론이란 성리학을 말한다. 성리학은 고려 말, 중국에서 들어와 조선에서 크게 발전했으나 일상 생활과는 동떨어져 있었다. 때마침 임진(壬辰)·병자(丙子)의 양난 이후 청나라를 통해 서양문명이 들어왔는데, 이는 학계를 크게 변화시켜 실학이 등장하는 계기가 되었다. 곧 정치·경제·천문·지리·어학 등에 17세기 이수광과 유형원을 시작으로, 18세기 이익·유수원·박지원, 19세기 정약용·김정희 등의 학자가 일어나 실용적 학문, 즉 실학을 주장하였다.

### (경세치용학파)
18세기 전반에는 농업 중심의 개혁론이 대두되었다. 농촌 사회의 안정을 위하여 농민의 입장에서 토지 제도를 비롯한 각종 제도의 개혁을 추구한 실학자들을 경세치용학파라고 한다. 이들은 공통적으로 농민 생활의 안정을 위한 토지 제도의 개혁을 가장 중요하게 생각하였다. 대표적인 학자들은 다음과 같다.
- 유형원: 경세치용파의 선구자로 《반계수록》에서 균전론을 내세워 자영농 육성을 위한 토지 제도의 개혁을 주장하였고, 양반 문벌 제도, 과거 제도, 노비 제도의 문제점을 비판하였다.
- 이익: 경세치용파의 대표적 인물이다. 그는 유형원의 실학 사상을 계승, 발전시켰으며, 많은 제자를 길러 성호 학파를 형성하였다. 그는 자영농 육성을 위한 토지제도 개혁론으로 한전론을 주장하고, 저서 《성호사설》를 통해 나라를 좀먹는 여섯 가지의 폐단을 지적하기도 하였다.[2]
- 정약용: 토지를 공동 소유하고 이를 공동경작, 공동 분배하자는 여전론을 주장하였다.

### 이용후생학파
18세기 후반 영조·정조 대에는 상공업 발전 및 기술 혁신을 주장하는 실학자들이 나타났다. 당시 오랑캐라 배척하던 청나라의 문물을 적극 수용하여 부국강병과 이용후생에 힘쓰자고 조장하였으므로 이들을 이용후생학파 또는 북학파 라고도 한다. 그들은 주로 청나라에 내왕하면서 청조 문화의 우수함을 보고 조선에 돌아와서 그 발달한 문화를 수입하자고 주장한 사람들이었으며, 그들의 견문을 토대로 많은 저서를 남겼다. 대표적인 학자들은 다음과 같다.
- 유수원: 북학파의 선구자이다. 그의 저서 《우서》에서 상공업의 진흥과 기술의 혁신을 강조하고, 사농공상의 직업 평등과 전문화를 주장하였다.
- 홍대용: 사신으로 청나라를 방문한 경험을 토대로 기술의 혁신과 문벌 제도의 철폐, 그리고 성리학의 극복이 부국강병의 근본이라고 강조하였으며, 사대부의 중화사상을 비판하였다. 《담헌집》을 남겼다.
- 박지원: 상공업의 진흥을 강조하면서 수레와 선박의 이용, 화폐 유통의 필요성 등을 주장하고, 양반 문벌 제도의 비생산성을 비판하였다. 농업에서도 영농 방법의 혁신, 상업적 농업의 장려, 수리 시설의 확충 등을 통하여 농업 생산력을 높이는 데 관심을 기울였다(과농소초). 청나라에 갔다온 경험을 담은 여행기 《열하일기》로 유명하다.
- 박제가: 박지원의 제자로 청에 다녀온 후 《북학의》를 저술하여 청의 문물을 적극적으로 수용할 것을 제창하였다. 그는 이 책에서 생산과 소비와의 관계를 우물물에 비유하면서 소비를 권장해야 한다고 주장하였다.
- 그밖에 저작으로 이덕무의 《청장관전서(靑莊館全書)》, 홍양호(洪良湖)의 《이계집(耳溪集)》, 유득공의 《영재집(泠齋集)》 등이 있다.

## 실학의 영향

### 국학의 발달
실학의 발달과 함께 민족의 전통과 현실에 대한 관심이 깊어지면서 우리의 역사, 지리, 국어 등을 연구하는 국학이 발달하였다.
- 역사 분야: 이익의 제자 안정복(安鼎福)은 우리 시각의 역사관을 반영한 강목체 형식의 역사서《동사강목(東史綱目)》을 저술했고, 그밖에 《열조통기(列朝通紀)》를 펴냈다. 이긍익(李肯翊)은 조선 시대의 정치와 문화를 정리한 《연려실기술(燃藜室記述)》을 저술하였다. 한치윤(韓致奫)은 《해동역사(海東繹史)》를 편찬하여 민족사 인식의 폭을 넓히는 데 이바지하였다. 이종휘의 고구려사 연구와 유득공(柳得恭)의 《발해고(渤海考)》 저술은 고대사 연구의 시야를 만주 지방까지 확대시키는 데 기여했다. 또한 김정희(金正喜)는 《금석과안록(金石過眼錄)》을 지어 북한산비가 진흥왕 순수비임을 밝혔다.

- 지리 분야: 조선 후기에 서양 선교사가 만든 《곤여만국전도》 같은 세계 지도가 중국을 통하여 전해짐으로써 지리학에서도 보다 과학적이고 정밀한 지식을 가지게 되었고, 지도 제작에서도 더 정확한 지도가 만들어졌다. 정상기의 《동국지도》 및 김정호의 《대동여지도》, 권상기(權尙驥)의 《팔도분도(八道分圖)》 등이 대표적이다. 역사 지리서로는 유득공의 《사군지(四郡志)》, 한백겸의 《동국지리지》, 정약용의 《아방강역고》, 신경준(申景濬)의 《강계고(彊界考)》 등이 나왔고, 인문 지리서로는 이중환의 《택리지》, 유득공의 《경도잡지(京都雜志)》, 정약용의 《조선수경(朝鮮水經)》, 신경준의 《도로고(道路考)》, 《산수경(山水經)》, 김정호의 《대동지지》 등이 편찬되었다.

- 언어학 영역: 신경준의 《훈민정음운해》와 유희의 《언문지》, 황윤석(黃胤錫)의 《이재집(頤齋集)》 등이 나왔고, 한국의 방언과 해외 언어를 정리한 이의봉의 《고금석림》도 편찬되었다.

- 예술 영역: 조선 중기 이후 중국의 화풍을 모방하는 당시 풍토를 비판하고 조선의 화풍으로 확립하자는 움직임이 일어났다. 대표적인 이가 정선으로 중국 산수화의 모방이 아닌 우리의 자연을 그리려는 진경산수화의 선구자가 되었다.

- 백과사전류 편찬: 조선 후기에는 실학이 발달하고 문화 인식의 폭이 넓어짐에 따라 백과사전류의 저서가 많이 편찬되었다. 이 방면의 효시가 된 책은 이수광의 《지봉유설》이며, 그 뒤를 이어 이익의 《성호사설》, 이덕무의 《청장관전서》, 서유구의 《임원경제지》, 이규경의 《오주연문장전산고》, 성해응(成海應)의 《연경재전집(硏經齋全集)》 등이 나왔다. 영·정조 때에는 국가적 사업으로 《동국문헌비고》가 편찬되었는데, 이 책은 한국의 역대 문물을 정리한 한국학 백과사전이다.

### 과학의 발달
조선 후기에는 전통적 과학 기술을 계승하면서 중국에 머물던 선교사를 통해 서양의 과학 기술을 수용하여 과학 기술 발전에도 큰 진전이 있었다.
- 천문학 분야: 이익은 서양 천문학에 큰 관심을 가지고 연구하였으며, 김석문은 지전설을 우리 나라에서 처음으로 주장, 이것을 바탕으로 성리학적 세계관을 비판하기도 하였다. 홍대용은 과학 연구에 힘썼으며, 김석문에 이어 지전설을 주장하였다. 또, 지구가 우주의 중심이 아니라는 무한 우주론을 내놓았는데, 당시로서는 대담한 주장이었다. 이리하여 조선 후기의 천문학은 전통적 우주관에서 벗어나 근대적 우주관으로 접근해 갔다. 현종 때인 1669년에 이민철과 송이영은 각각 혼천시계를 발명하였는데, 1960년대 전상운 교수는 그 중 송이영의 혼천시계에‘동양과 서양의 과학이 결합되어 만들어진 산물’이라는 의미를 부여하였다. 성주덕은 《서운관지》를 펴내었는데,《서운관지》는 서운관의 내력과 천문·지리·역법(曆法)·기상 관측에 관한 사실에 대한 기록 때문에 독창적이고 정확하다고 한다.

- 의학 및 생물학 분야: 허준은 《동의보감》을 쓰는 업적을 통해 우리나라 전통 의학과 중국의 의학을 결합, 정리하였다. 정약용은 마진(홍역)에 대한 연구를 진전시키고 이 분야의 의서를 종합하여 《마과회통》을 편찬하였으며, 박제가와 함께 종두법을 연구하여 실험하기도 하였다. 이제마는 《동의수세보원》을 저술하여 사상의학을 확립하였다. 생물학과 관련된 저서는 김려(金鑢)의 《우해이어보(牛海異魚譜)》, 정약전(丁若銓)의 《자산어보(玆山魚譜)》 등이 있다.

- 농업 기술 분야: 실학자들은 농업의 발달에 관심을 가졌으며, 이의 영향으로 많은 농서가 편찬되었다. 신속은 《농가집성》을 펴내 벼농사 중심의 농법을 소개하고, 이앙법의 보급에 공헌하였다. 박세당의 《색경》, 홍만선의 《산림경제》, 서호수의 《해동농서》 등이 대표적인 농서이다. 조선 말기 서유구가 편찬한 《임원경제지》는 농업과 농촌 생활에 필요한 것을 종합한 일종의 농촌 생활 백과사전이었다.

### 실학파 문학
실학파 문학(實學派文學)은 유학 이외의 실생활에 유익한 것을 목표로 한 학문을 하는 사람들, 곧 실학자들의 문학이다. 그들은 신선한 구상과 평이한 사실적 수법으로 시와 산문을 창작했으며, 한국의 속담이언(俗談俚言)을 자유로이 표현하고 풍자와 해학으로 서민적 정취를 섭취하여 한국의 한문학상 새로운 한 유파를 형성하였다.

### 영향 및 의의
18세기를 전후하여 크게 융성하였던 실학 사상은 실증적, 민족적, 근대 지향적 특성을 지닌 학문이었다. 특히, 북학파 실학 사상은 19세기 후반에 개화 사상으로 이어졌다.

## 같이 보기
- 난학
- 양명학
- 고증학
- 수원 화성
- 박지원